# Ewhurst (East Sussex)
Ewhurst – wieś w Anglii, w hrabstwie East Sussex, w dystrykcie Rother. Leży 75 km na południowy wschód od Londynu. W 2007 miejscowość liczyła 1052 mieszkańców.